# Neosisyphus infuscatus
Neosisyphus infuscatus là một loài bọ cánh cứng trong họ Bọ hung (Scarabaeidae).